# Europese weg 7
De Europese weg 7, E7 of E-7 is een weg die van Langon in Frankrijk, via de tunnel du Somport, naar Zaragoza in Spanje loopt.

## Plaatsen langs de E7
Op zijn weg doet de E7 de volgende steden aan:
Frankrijk
- Langon[2]
- Pau

Spanje
- Jaca
- Huesca
- Zaragoza

## Traject

### Frankrijk
Alhoewel dit niet in het E-routeverdrag wordt aangegeven, begint de E7 in de praktijk bij Langon, vanwaar die de snelweg A65 volgt naar Pau. Hier gaat de E7 via de D817 en D802 om Pau heen, om vervolgens de N134 te volgen naar de Spaanse grens, die de E7 overgaat in de tunnel du Somport.

### Spanje
In Spanje volgt de E-7 de N-330 en A-23, die elkaar telkens afwisselen, de A-23 is een opwaardering van de N-330. De weg komt via deze wegen langs Jaca en Huesca om uiteindelijk uit te komen in Zaragoza.

## Nationale wegnummers
De E7 loopt over de volgende nationale wegnummers:
| Frankrijk | Frankrijk    |
| --------- | ------------ |
|           | Langon - Pau |
| D817      | Pau          |
| D802      | Pau          |
|           | Pau - Spanje |

| Spanje | Spanje              |
| ------ | ------------------- |
| N-330  | Frankrijk - Jaca    |
| A-23   | Sabiñánigo          |
| N-330  | Sabiñánigo          |
| A-23   | Sabiñánigo          |
| N-330  | Sabiñánigo - Lanave |
| A-23   | Lanave - Zaragoza   |

## Aansluitingen op andere Europese wegen
Tijdens de route komt de E7 de volgende Europese wegen tegen:
- De E72 bij Langon, Frankrijk
- De E80 bij Pau, Frankrijk
- De E90 bij Zaragoza, Spanje
- De E804 bij Zaragoza, Spanje